# Pień

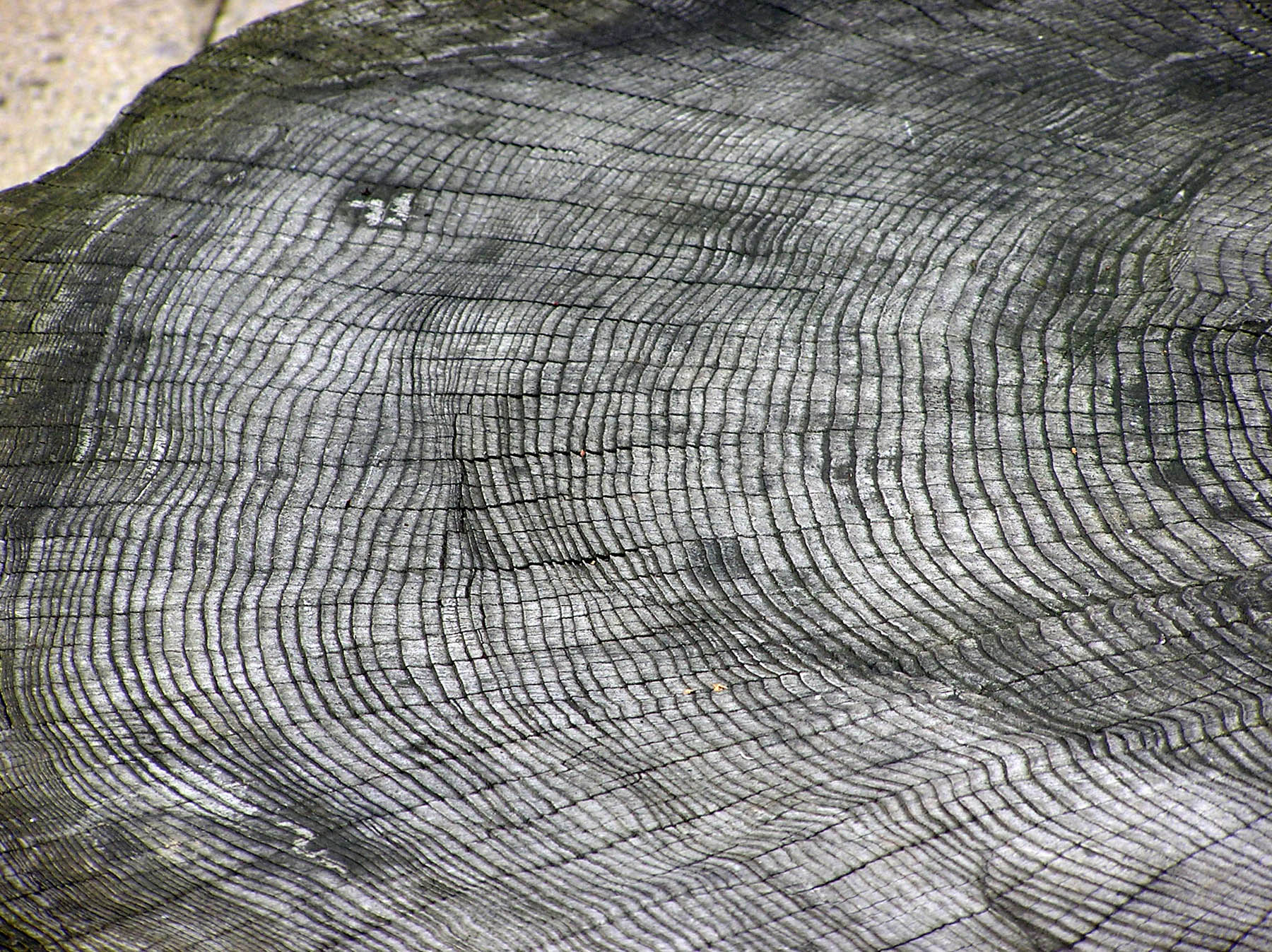
Przekrój pnia ukazujący słoje roczne (Ogród Zoologiczny w Bristolu, Anglia)

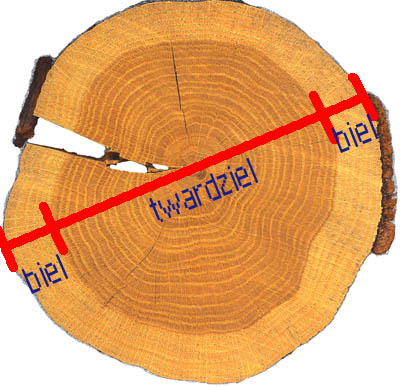
Przekrój pnia dębu ukazujący twardziel i biel

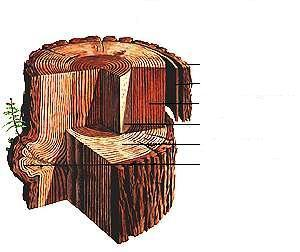
Przekrój pnia

Pień drzewa – gruba, zdrewniała łodyga drzew. Powstaje wskutek corocznego przyrastania na wysokość i na grubość. U drzewiastych form nagozalążkowych i dwuliściennych pień zakończony jest koroną. U nielicznych, drzewiastych jednoliściennych pień kończy się pąkiem wierzchołkowym. Na skutek skrócenia międzywęźli na szczycie pnia powstaje gęsty pióropusz liści.
Powstanie pnia jest efektem działania merystemów bocznych, czyli kambium i felogenu. Pień wszystkich form drzewiastych pokryty jest korkiem, powstałym przez odkładanie komórek felogenu na zewnątrz. U niektórych gatunków drzew felogen działa przez wiele lat, stale powiększając swój obwód. W efekcie powstaje gładka i niezłuszczająca się warstwa korka. Większość gatunków drzew wykształca warstwę felogenu działającą tylko przez pewien czas, po którym wszystkie komórki merystemu korkowacieją i obumierają. Kolejne warstwy felogenu wykształcają się w głębszych warstwach kory pierwotnej. Nowe warstwy korka odcinają od dopływu wody i soli mineralnych tkanki leżące na zewnątrz, co prowadzi do powstania martwicy korkowej. Martwica może się łuszczyć i odpadać. Tak jest w przypadku pnia brzozy. U innych drzew martwica jest zwarta, a w wyniku zwiększania obwodu pnia pęka, tworząc bruzdy.
Pień drzewa u samej swej podstawy (na styku z glebą) tworzy szyję korzeniową, czyli charakterystyczne zgrubienie.
Drzewa wytwarzają pnie w formie strzały lub kłody.
Pień drzewa na przekroju poprzecznym ma najczęściej kształt zbliżony do okrągłego. Kształt na przekroju podłużnym promieniowym, przebiegającym przez rdzeń jest zależny od wieku drzewa, jego gatunku, miejsca biosocjalnego w drzewostanie i wielu innych czynników. W klasycznej dendrometrii kształt pnia był przyrównywany do stożka, neiloidy lub paraboloidy.
Na przekroju poprzecznym pnia widoczna jest w części środkowej ciemniejsza twardziel, następnie jaśniejszy biel i dalej tkanka korkotwórcza (felogen), korek i korowina.